# Глиоксисома
Глиоксисомы — это специализированные пероксисомы, присущие растениям, а также нитевидным грибам. Особенно много глиоксисом в тканях прорастающих семян, которые содержат много растительных жиров.
Как и все пероксисомы, глиоксисомы содержат ферменты пути β-окисления, которые гидролизуют жирные кислоты до ацетил-КоА. Вдобавок к основным функциям пероксисом, глиоксисомы содержат ключевые ферменты глиоксилатного цикла (изоцитратлиазу и малатсинтазу), благодаря которым в них возможно протекание этого цикла.
Таким образом, глиоксисомы (как и все пероксисомы) содержат ферменты для окисления жирных кислот, а также дополнительные энзимы для синтеза промежуточных продуктов, которые используются глюконеогенезом для синтеза сахаров. Молодые проростки используют эти органеллы для синтеза сахара из запасённых жирных кислот до тех пор, пока они не станут достаточно зрелыми, чтобы производить их самостоятельно путём фотосинтеза.
Глиоксисомы также участвуют в фотодыхании и метаболизме азота в корневых чехликах.

## Внешние ссылки
- MeSH A11.284.195.190.500.585.250